# Йоган фон Альдрінґен
Граф Йоган фон Альдрінґен (нім. Johann Graf von Aldringen; 10 грудня 1588, Діденхофен — 22 липня 1634, Ландсгут) — імперський фельдмаршал, учасник Тридцятирічної війни.

## Біографія
Почав службу секретарем у генерала Мадруці і його брата, кардинала, а потім вступив до імперської армії, де відзначився хоробрістю, спритністю розуму і здатністю до письмових робіт.
За захист мостових укріплень в Дессау в 1626 році проти графа Ернста фон Мансфельда був переведений імператором в барони, а потім у графи.
Після укладення миру з Данією до 1629 року Альдрінґена разом з декількома полками відправили в Італію під начальством Коллальто, де вони брали участь в облозі і взятті Мантуї. Розграбування цього міста поклало початок нагромадженню його статків.
Після повернення до Німеччини він підкорив Вюртемберг і після смерті Тіллі прийняв командування над військами ліги, захопив разом з Валленштейном місто Нюрнберг.
При нападі Густава-Адольфа на імперський табір при Бургсталі він з великим талантом командував на найважчих напрямках. У битві під Люценом не брав участі, оскільки отримав командування над баварської армією, що діяла окремо від імперської. У цей час він був уже (з 13 жовтня 1632) фельдмаршалом і оперував в Баварії і Швабії разом з іспанськими військами герцога Феріо проти Горна і Бернгарда Веймарського, але без особливого успіху.
В історії повалення Валленштейна він відігравав значну роль. Валленштейн сильно розраховував на його відданість, але двору вдалося схилити Альдрінґена на свою сторону. Він відмовився підписати пільзенську декларацію, а коли з Відня посланий був наказ заарештувати Валленштейна, то під приводом хвороби Альдрінген залишався в Фрауенбурге, зійшовся з Галласом і іншими і прийняв на себе всі військові приготування проти заколотника.
Після смерті Валленштейна він бився проти шведів на Дунаї і загинув при захисті Ландсгуту 22 липня 1634 року.
Потомства після нього не залишилося. Його величезні багатства і володіння, з яких найбільші і найбагатші перебували в Тепліце в Богемії, збільшені ще за рахунок конфіскованих маєтків, перейшли у спадок до його сестри, яка раніше перебувала у шлюбі з графом Кларі. Її нащадкам було подароване імператором Фердинандом II право носити ім'я Кларі-Альдрінґен.